# Alexander Menningen
Pater Alexander Menningen ISch (* 20. Oktober 1900 in Hillscheid; † 19. Mai 1994 in Schönstatt) war ein deutscher Pallottiner- und Schönstattpater und Theologe. Er war ein treuer Weggefährte Pater Kentenichs, des Gründers der Schönstattbewegung, und nahm nach dessen Tod die zentrale inspiratorische Funktion in der Schönstattfamilie ein.

## Leben
Alexander Menningen besuchte ab dem Alter von 13 Jahren  das Studienheim der Pallottiner in Schönstatt und kam dort in Kontakt mit Pater Kentenich, der zu dieser Zeit als Spiritual tätig war, und war Mitschüler von Josef Engling. Er studierte Theologie und wurde 1926 in der Gemeinschaft der Pallottiner zum Priester geweiht. Nach seiner Priesterweihe war er Dozent für Philosophie im Noviziat der Pallottiner in Olpe, in dessen zweitem Jahr das Pensum des ersten Jahres des Philosophie-Studiums unterrichtet wurde. Ab 1928 war er in Schönstatt als Mitarbeiter Pater Kentenichs in der Jugendseelsorge und als Spiritual tätig. Er veröffentlichte in dieser Zeit mehrere Schriften und beschäftigte sich vor allem mit Josef Engling.
Während des Zweiten Weltkriegs war er Generalsekretär des Rafaelsvereins und in der Pfarrseelsorge tätig. Nach dem Krieg half er beim Aufbau der 1942 im Konzentrationslager Dachau gegründeten Gemeinschaft der Marienbrüder.
Von 1947 bis 1951 war er am Aufbau der Philosophisch-Theologischen Hochschule Vallendar beteiligt und hatte die Professur für Pastoral und Pädagogik inne.
Ab 1952 bereitete er als Vize-Postulator den Seligsprechungsprozess Josef Englings vor, der 1964 auf diözesaner Ebene abgeschlossen wurde.
Während des Exilaufenthalts Kentenichs in den Vereinigten Staaten von 1951 bis 1965 infolge der päpstlichen Visitation stand Menningen treu zum Gründer und musste Schönstatt ebenfalls verlassen. Von 1954 bis 1965 war er Krankenhausseelsorger in Sinzig und Wiesbaden.
Nach der päpstlichen Rehabilitation Kentenichs 1965 kehrte Menningen nach Schönstatt zurück. Infolge der Trennung der Schönstattbewegung von den Pallottinern wurde das Institut der Schönstatt-Patres gegründet, an dessen Aufbau er mit Kentenich tätig war.
Nach dem Tod des Gründers am 15. September 1968 nahm er die zentrale inspiratorische Persönlichkeit in der Schönstattfamilie ein und bereitete bis 1976 als Postulator dessen Seligsprechungsprozess vor.

## Schriften
- Die Erziehungslehre Schönstatts, dargestellt am Lebensbilde Josef Englings. In: Schönstatt Studien. 2. Heft. Limburg 1936.
- Held im Werktag. Limburg 1938.
  - Neuauflage: Maria ganz zu eigen. Josef Engling Mitbegründer Schönstatts. Vallendar 1977.
- Wege zur Menschenbildung in der heutigen Seelsorge. In: Heinrich M. Köster (Hrsg.): Neue Schöpfung. Limburg 1948, S. 501, 591.
- Die Marienweihe. Eine theologisch aszetische Studie. Limburg 1955.
- Christ in welthafter Existenz. Vallendar 1968.